# KZTV
KZTV peut aussi représenter l'affilié du réseau CBS situé à Corpus Christi, Texas, aux États-Unis.
KZTV est une ancienne chaîne de télévision thématique française fondée par Cédric Littardi et diffusée du 1er juillet 2009 au 31 mars 2017.  Elle appartenait à Kazé, spécialisée dans l'animation japonaise avant de rejoindre le groupe japonais VizMedia Europe à la suite du rachat du groupe en 2010.

## Histoire
En juillet 2009, Kazé lance sa propre chaîne de télévision nommée KZTV (KaZé TV) consacrée à la japanimation et la J-Music ainsi que son propre service de VOD nommé KZPlay (KaZé PLAY). Le 28 août 2009, Kazé annonce son rachat par le collectif japonais Shōgakukan, Shūeisha et ShoPro, trois acteurs majeurs dans le monde de l’édition japonaise. C’est aussi en 2009 que la filiale allemande Anime Virtual rebaptise son label d’animation sous le nom de Kazé Deutschland.
En mai 2012, Cédric Littardi quitte la direction de Kazé pour se consacrer à d'autres projets, presque 20 ans après avoir fondé le label.
La chaîne est arrêtée le 31 mars 2017.

## Diffusion
La chaîne a été diffusée sur les bouquets satellite Free (chaîne 96), SFR (chaîne 140), Bouygues Telecom (chaîne 120), Orange (chaîne 146).

## Animediffusés
La chaîne a diffusé les séries suivantes :
- 13 Vies - Une Vision du Japon
- 3x3 Eyes
- 5 centimètres par seconde
- A.D. Police (TV)
- Ah ! My Goddess
- Ah ! My Goddess, le film
- Ah ! My Goddess, OAV
- Ah! My Mini-goddess
- Air Gear
- Angel Sanctuary
- Angelic Layer
- Appleseed
- Argento Soma
- Aria the Origination
- Aria the OVA ~Arietta~
- Armitage III
- Azumanga Daioh
- Babel II : Par-Delà l'infini
- Bahut des Tordus (Le)
- Barom One
- Beast Fighter
- Beck : Mongolian Shop Squad
- Black Cat
- Black Clover
- Black Lagoon
- Bleach
- Blue Exorcist
- Beelzebub
- Bodacious Space Pirates
- Bouddha : Le Grand Départ
- Brave Story
- Buso Renkin
- Canaan - Tueuses nées
- Chant des Souliers Rouges (Le)
- Chant des Rêves (Le)
- Château de Cagliostro (Le)
- Chevalier D'Eon (Le)
- Chiko, L'Héritière de Cent-Visages
- Chobits
- Chorale (La)
- Chroniques de la guerre de Lodoss (Les)
- Claymore
- Cobra
- Code Geass - Hangyaku no Lelouch
- Code Geass - Hangyaku no Lelouch R2
- Colorful
- Cool Guys, Hot Ramen
- Cosmowarrior Zero : La Jeunesse d'Albator
- Coyote Ragtime Show
- Crystania
- D - Chasseur de vampires
- Dante - Seigneur des Démons
- DearS
- Death Note
- Détective Conan
- DNA²
- E's Otherwise
- Eden of the East
- El Cazador de la Bruja
- El Hazard, le Monde Magnifique
- Elemental Gerad
- Elfen Lied
- Enfer et Paradis
- Eureka 7
- Eyeshield 21
- Fate/stay night
- Fille des Enfers (La)
- Final Fantasy: Unlimited
- Fire Punch
- From I''s
- Gate Keepers
- Gen d'Hiroshama
- Genshiken - Club d'étude la culture visuelle moderne
- Genshiken Nidaime
- GetBackers
- Genma Wars
- Ghost Hound
- Gigi
- Gilgamesh
- Gravitation
- Great Teacher Onizuka (GTO)
- Guerre de Sakura (La)
- Guilty Crown
- Gun Frontier
- Gunslinger Girl
- Guyver
- He is my Master
- High School Samurai
- Hokuto No Ken : La Légende de Julia
- Hokuto No Ken 1 : L'Ere de Raoh
- Hungry Marie
- I"s
- I''s Pure
- Ichigo 100%
- Ikkitousen
- Ikkitousen - Dragon destiny
- Ikkitousen - Great Guardians
- Interlude
- Inu-Yasha
- Jing, roi des voleurs
- Kiba
- Kurenai
- K-On!
- Kiba
- Kurenai
- Labyrinth of Flames
- L'Age du Verseau
- Lamu : Un rêve sans fin
- L'Ere des Shurah
- Lodoss
- L'Odyssée de Kino
- Magic Knight Rayearth
- Mahoromatic Automatic Maid
- Mai Mai Miracle
- Makai Oji : Devils and Realist
- Mars The Terminator
- Mawaru Penguindrum
- Max et Compagnie
- Mélancolie de Haruhi Suzumiya (La)
- Mélodie du Ciel (La)
- Mermaid Forest
- Mezzo Danger Service Agency
- Mirai Nikki
- Moeyo Ken
- Monster
- Murder Princess
- Musashi
- My Santa
- Mystérieuses Cités d'or (Les)
- Nabari
- Nadia, le secret de l'eau bleu
- Nana
- Negima ! Le Maître magicien
- Ninja Resurrection
- Ninja Scroll
- Nura : Le Seigneur des Yokaï
- Origine
- Overman King Gainer
- Ouran High School Host Club - Le lycée de la séduction
- Pandora Hearts
- Panyo Panyo DI.GI.CHARAT
- Parasite Dolls
- Piano Forest
- Playful Kiss
- Popetown
- Portrait de Petite Cosette (Le)
- Princess Jellyfish
- Princess Princess
- Rainbow: Nisha Rokubou no Shichinin
- Rave Master
- Reborn!
- Red Eyes Sword
- Riku-Do
- Roi des Ronces (Le)
- Roujin Z
- Rozen Maiden
- Rozen Maiden Traümend
- Saiyuki Requiem
- Samurai Gun
- Shadow Skill
- Shangri-La
- Shi Ki
- Shin Negima!?
- Shining Tears X Wind
- Shouten No Ken : Fist of the Blue Sky
- Soul Eater
- Sorcière de l'Ouest (La)
- Space Symphony Maetel
- Submarine Super 99
- Tamako Market
- Terra Formars
- The Garden of Sinners
- The Hakkenden
- The Voice of a Distant Star
- Tiger & Bunny
- Tokyo Demon Campus
- Tokyo Marble Chocolate
- Tombeau des Lucioles (Le)
- Traversée du Temps (La)
- Tsubasa Chronicle
- Tsukihime - Vampire originelle
- Un été avec Coo
- Utena, la fillette révolutionnaire
- Vampire Knight
- Vampire Knight Guilty
- Wild 7 - Unité Anti-Terroriste
- Wingman
- X1999
- XxxHOLiC
- Youth Litterature
- Zakuro
- Zettai Shonen
- Zombie-Loan

## Programmes
Autres programmes diffusés
- 20th Century Boys
- Sakuran
- Death Note 2 : The Last Name
- La Déchéance d'un Homme
- Redline
- Coffee Prince
- Boys Over Flowers

Emissions diffusées
- Moshi Moshi Music
- Full Manga
- J Music
- Gamekult